# Бойківщинська сільська рада
Бойківщи́нська сільська́ ра́да — адміністративно-територіальна одиниця та орган місцевого самоврядування у Драбівському районі Черкаської області. Адміністративний центр — село Бойківщина.

## Загальні відомості
- Населення ради: 714 особи (станом на 2001 рік)

## Населені пункти
Сільській раді були підпорядковані населені пункти:
- с. Бойківщина

## Склад ради
Рада складалася з 12 депутатів та голови.
- Голова ради: Нестеренко Микола Андрійович
- Секретар ради: Дрофич Вікторія Леонідівна

### Керівний склад попередніх скликань
| Прізвище, ім'я, по батькові  | Основні відомості                                                         | Дата обрання | Дата звільнення |
| ---------------------------- | ------------------------------------------------------------------------- | ------------ | --------------- |
| Нестеренко Микола Андрійович | Сільський голова, 1961 року народження, освіта вища                       | 26.03.2006   | 31.10.2010      |
| Нестеренко Микола Андрійович | Сільський голова, 1961 року народження, освіта вища, член Партії регіонів | 31.10.2010   |                 |

Примітка: таблиця складена за даними сайту Верховної Ради України

### Депутати
За результатами місцевих виборів 2010 року депутатами ради стали:

#### За суб'єктами висування
| Суб'єкт висування | Кількість обраних депутатів | %    |
| ----------------- | --------------------------- | ---- |
| Партія регіонів   | 11                          | 91,7 |
| Самовисування     | 1                           | 8,3  |

#### За округами
| № округу        | Прізвище, ім'я, по батькові       | Дата визнання обраним | Освіта             | Партійна приналежність | Відомості про обраного депутата                          |
| --------------- | --------------------------------- | --------------------- | ------------------ | ---------------------- | -------------------------------------------------------- |
| Партія регіонів |                                   |                       |                    |                        |                                                          |
| 1               | Батечко Тетяна Володимирівна      | 05.11.2010            | вища               | член Партії регіонів   | Бойківщинська загальноосвітня школа І-ІІІ ст., вчитель   |
| 2               | Запорожець Ганна Юріївна          | 05.11.2010            | середня            | член Партії регіонів   | Драбівський територіальний центр, соцпрацівник           |
| 3               | Дрофич Вікторія Леонідівна        | 05.11.2010            | середня спеціальна | член Партії регіонів   | Бойківщинська сільська рада, секретар                    |
| 4               | Батечко Ганна Дмитрівна           | 05.11.2010            | середня            | член Партії регіонів   | приватний підприємець, продавець                         |
| 5               | Галушка Володимир Васильович      | 05.11.2010            | середня спеціальна | член Партії регіонів   | тимчасово не працює                                      |
| 6               | Дмитренко Володимир Володимирович | 05.11.2010            | середня спеціальна | член Партії регіонів   | пенсіонер                                                |
| 7               | Петько Григорій Прохорович        | 05.11.2010            | середня спеціальна | член Партії регіонів   | Бойківщинський ветеринарний пункт, ветеринарний фельдшер |
| 8               | Галушка Наталія Яківна            | 05.11.2010            | середня спеціальна | член Партії регіонів   | приватний підприємець, продавець                         |
| 10              | Талан Меланія Василівна           | 05.11.2010            | середня спеціальна | член Партії регіонів   | СТОВ «Пальміра» відділ Бойківщина, бухгалтер по кадрах   |
| 11              | Ярошенко Михайло Григорович       | 05.11.2010            | вища               | член Партії регіонів   | Бойківщинська загальноосвітня школа І-ІІІ ст., вчитель   |
| 12              | Дмитренко Наталія Миколаївна      | 05.11.2010            | вища               | член Партії регіонів   | Дошкільний навчальний заклад «Оленка», завідувачка       |
| Самовисування   |                                   |                       |                    |                        |                                                          |
| 9               | Сергієнко Микола Семенович        | 05.11.2010            | вища               | член Партії регіонів   | Бойківщинська загальноосвітня школа І-ІІІ ст., директор  |